# Asun Balzola
Asunción Balzola Elorza (Bilbao, 18 de julio de 1942 - Madrid, 22 de junio de 2006) fue una ilustradora, escritora y traductora española de formación autodidacta. En 1985 ganó el Premio Nacional de Ilustración.

## Biografía
Empezó su actividad en la empresa Imprenta Industrial, iniciándose a la ilustración infantil con la Editorial Aguilar, en 1962. 
A los 22 años sufre un accidente de coche que la deja inválida e interrumpe su profesión. Tras años de recuperación, se dedica en su faceta más conocida a escribir e ilustrar libros para niños y jóvenes.
Vivió una temporada en Italia, y al regresar a España decidió instalarse en Madrid. A partir de ese momento, en el año 1976, se dedica completamente a escribir y a dibujar. Ilustró, tanto libros de creación como libros de texto, trabajando para la mayor parte de las editoriales del país y para varias editoriales europeas y estadounidenses.
Estudió en la Academia de Bellas Artes de San Fernando en Madrid, tras recuperarse parcialmente del accidente de coche. También trabajó en los campos de la publicidad y en el diseño gráfico. 
En 1978 con "Historias de un Erizo" empezó a publicar también textos.
En los 80 fue la primera presidenta de la Asociación de Ilustradores de Madrid (APIM).
En el año 1987 una ilustración suya, titulada "Gallina y pollitos" se presenta a la XI bienal de ilustración de libros infantiles en Bratislava y es elegida para una de los cuatro sellos de correos de Checoeslovaquia que celebran dicha exposición.
En su afán por ampliar las miras creativas publica Txoriburu - Cabeza de chorlito, donde hace memoria de sus siete primeros años de vida y en el que incluye un disco en que ella misma interpreta una decena de canciones infantiles, con arreglos electrónicos y acompañada de guitarra, publicado por Ediciones Destino y presentado en el Hotel Igeretxe de Guecho de la mano del Aula de Cultura en 1999.
En enero de 2001 volvió a asumir la Presidencia de la Asociación de Ilustradores de Madrid.
En 2002 fue nombrada presidenta de honor, junto a Antonio Fraguas "Forges", de la Asociación de Ilustradores de Madrid (APIM). Ese mismo año presenta el libro Desde mis ruedas
Su archivo y biblioteca personal fue legado, de manera póstuma, a la Biblioteca Central Infantil y el Centro de Documentación del Libro Infantil.
Su estilo de ilustración se caracteriza, en su variante más conocida, por el uso de manchas de color (con frecuencia, acuarela) y contornos gruesos.

## Ilustraciones
- Las noches del gato verde. Textos de Elizabeth Mulder. Anaya. 1962.
- Cancionero infantil universal. Bonifacio Gil. Aguilar. 1965. Premio Lazarillo.
- Platero y yo. Juan Ramón Jiménez. Bruguera. 1980.
- Zuecos y naranjas. Montserrat del Amo. La Galera. 1981.
- La bruja doña Paz. Antoniorrobles. Miñón. 1981.
- Txitoen istorioa. Bernardo Atxaga. Premio Manzana de Oro de la bienal de Bratislava. 1985.
- La cacería. Bernardo Atxaga. Altea. 1986.
- Celia en la revolución. Elena Fortún. Aguilar. 1987.
- Un montón de Unicornios. Ana María Machado. SM. 1990.
- Papá ya no vive con nosotros. Manuel Alonso. SM. 1992.
- Poemas para la pupila. Juan Cruz Iguerabide. Hiperión. 1995.
- El primer gigante. Teresa Durán. La Galera. 1995
- Cuando los gatos se sienten tan solos. Mariasun Landa. Anaya. 1997
- El niño dibuja la noche. Scott Foresman. 1999
- Desde mis ruedas. Alberdania 2002.
- "El efecto Guggenheim Bilbao"

- La cazadora de Indiana Jones".El barco de vapor.1987

## Textos e ilustraciones de la autora
- Historia de un erizo. Miñón. 1978. Premio Nacional de ilustración.
- Santino el pastelero. Destino. 1986.
- Ala de mosca. Pirene. 1989.
- Munia y la luna (1). Los zapatos de Munia. Munia y la señora Piltronera (2). Munia y los hallazgos. Destino. 1980-1990. (1) Premio Apel·les Mestres 1980. (2) Premio Nacional de ilustración 1985.
- La cazadora de Indiana Jones. SM 1987.
- Simonetta, Siena y Oro. SM. 2000.

## Publicaciones para adultos
- Txoriburu. Cabeza de chorlito, memorias de los primeros años de su vida.

- "Partido de dobles ".

## Premios y galardones
- Premio Lazarillo en 1965 por Cancionero infantil universal,
- 1978 Premio Nacional de Literatura Infantil, 2.º Premio a la Mejor Labor de Ilustración por Historia de un erizo
- 1985 Premio Nacional de Ilustración por Munia y la señora Pitronera.
- 1988 Premio de la Generalidad de CataluÑa
- 1988 Serra D'or Award of the Critics (1988)
- 1991 Premio Euskadi y el de la Fundación SM al mejor texto e ilustraciones
- 1996 Premio al mejor libro ilustrado del Salón del libro infantil en euskera en Zarauz